# Irala (Buenos Aires)
Irala es un paraje del Cuartel XII del partido de Bragado, provincia de Buenos Aires, Argentina.
Coincidiendo con la fundación de Irala, cada 8 de septiembre se realiza la Fiesta del Agricultor. Dicho evento atrae a multitudes de diversas ciudades, distritos y hasta provincias vecinas, quienes se acercan al pueblo con ganas de compartir un buen fin de semana campestre, con sabor a tradición y amistad. En los últimos años, los artistas invitados a culminar las actividades culturales de los domingos (última jornada de la Fiesta), han producido gran furor en el público presente, debido a su reconocimiento y trayectoria (como ser, Marcela Morello, Patricia sosa, Paz Martínez, entre otros).

## Historia
Su origen deviene de la Estancia Santa Isabel y de la colonia del mismo nombre que se instaló en el lugar; favorecida en 1903 con la instalación de la estación Irala, perteneciente al Ramal Chacabuco - Mayor José Orellano de la empresa Ferrocarril Buenos Aires al Pacífico. En 1924 se realizó la primera división de solares, a la que le siguieron los fraccionamientos de 1934 y 1942, este último rebautizando a la colonia (que había sido adquirida en su mitad por la firma Otto Bengberg y Cía.) como Estancia Nueva Santa Isabel, de la que emigró gran parte de la población tras ser suplantados los campos de cereales por el pastoreo.

## Población
Cuenta con 400 habitantes (Indec, 2010), lo que representa un incremento del 8 % frente a los 370 habitantes (Indec, 2001) del censo anterior.
| Gráfica de evolución demográfica de Irala entre 1991 y 2010 |
|                                                             |
| Fuente: Censos nacionales del INDEC                         |

## Toponimia
La denominación del pueblo surgió por iniciativa de Félix de Azara, evocando a Domingo Martínez de Irala (conquistador español y dos veces gobernador del Río de la Plata y del Paraguay).